# Sainte-Croix, Aisne
Sainte-Croix är en kommun i departementet Aisne i regionen Hauts-de-France i norra Frankrike. Kommunen ligger  i kantonen Craonne som ligger i arrondissementet Laon. År 2022 hade Sainte-Croix 130 invånare.

## Befolkningsutveckling
Antalet invånare i kommunen Sainte-Croix
Referens: INSEE